# Koki Sakamoto
Koki Sakamoto (Sapporo, Japón, 21 de agosto de 1986) es un gimnasta artístico japonés, subcampeón olímpico en 2008 en el concurso por equipos.

## Carrera deportiva
En los JJ. OO. de Pekín 2008 gana la plata en equipos, por detrás de China (oro) y por delante de Estados Unidos (bronce). Sus compañeros de equipo fueron: Hiroyuki Tomita, Takehiro Kashima, Makoto Okiguchi, Kōhei Uchimura u Takuya Nakase.